# Friederike Sophie Seyler
Friederike Sophie Seyler eller F.S. Seyler, tidligere Sophie Friederike Hensel, født Sparmann (født 1737 eller 1738 i Dresden, død 22. november 1789 i Slesvig by) var en tysk skuespillerinde, dramatiker og librettist. Sammen med Friederike Caroline Neuber blev hun anset som Tysklands største skuespillerinde i 1700-tallet. Hendes syngespil Hüon und Amande (1789) inspirerede operaen Tryllefløjten. Fra 1754 til 1759 var hun gift med skuespilleren Johann Gottlieb Hensel og derefter fra 1772 med den berømte teatermand Abel Seyler. Som skuespiller blev hun kendt for at portrættere tragiske karakterer. Gotthold Ephraim Lessing nævnede hende utallige gange i sin Hamburgische Dramaturgie.